# Infraestruturas lineares
No contexto de biologia da conservação, infraestruturas lineares são modificações antropogênicas que interferem numa matriz florestal provocada pela construção de estradas, rodovias, ferrovias, canais, linhas de energia e de gás, afetando assim, a qualidade do solo, o relevo, a hidrologia e, sobretudo, a biodiversidade do local, conduzindo a paisagem a uma fragmentação contínua devido a subsequentes fatores que podem extinguir a floresta.
As estruturas lineares favorecem os efeitos de borda, os quais aumentam a alta mortalidade das árvores (causada por flutuações drásticas na temperatura, luz, umidade e competição entre espécies) reduzindo ainda mais o tamanho e qualidade do fragmento, além de diminuir o fluxo entre um fragmento e outro pelas espécies que o compõem, favorecendo assim apenas espécies com alguma capacidade dispersiva especializada.
Devido aos efeitos da fragmentação, as infraestruturas lineares podem levar ao isolamento das populações, diminuição da variabilidade genética, redução no bem-estar e nas taxas de sobrevivência local das espécies. .